# Gosztonyi Sándor (politikus, 1895–1987)
Gosztonyi és kövesszarvi Gosztonyi Sándor (Boconád, 1895. november 6. –  São Paulo, 1987. június 22.) magyar zenetanár, katona, író, szélsőjobboldali politikus, országgyűlési képviselő.

## Élete
A római katolikus nemesi gosztonyi és kövesszarvi Gosztonyi család sarja. Édesapja, Gosztony Kálmán (1836–1907), anyja, esztelneki Bíró Kornélia (1859–1931) asszony volt. Apai nagyszülei gosztonyi és kövesszarvi Gosztonyi Alajos (1783–1848), földbirtokos, és Kopauer Amália (1805–1876) voltak. Anyai nagyszülei esztelneki Bíró Kálmán (1829–1908), királyi tanácsos, országgyűlési képviselő, földbirtokos, és illyeni Kornia-Barb Amália (1830–1889) asszony voltak. Anyai dédszülei esztelneki Bíró Albert (1792–1858), földbirtokos, és meszléni Meszlényi Teréz (1795–1865) úrnő voltak.
Gosztonyi Sándor 1926-ban feleségül vette Reichlin-Meldegg Franciska Izabellát (1906-1980), akitől három gyermeke született,  Alexandra (1927), Imre (1930) és György (1934).
Érettségi után beiratkozott a Bécsújhelyi Katonai Akadémiára. 1915-ben hadnaggyá léptették elő. 33 hónapot töltött a fronton az első világháborúban, ahol érdemei miatt megkapta a III. osztályú vaskoronarendet kardokkal, a III. osztályú Katonai Érdemkeresztet kardokkal és a Signum Laudist.
1919 júliusától harcolt a Tanácsköztársaság ellen a szegedi ellenforradalmárok kötelékében.  1921-ben otthagyta a katonaságot, és Boconád községben a Heves vármegyei gazdaságot vezette. 1935-ben szakaszvezető századosi rangot szerzett.
1938-ban tagja lett a Nyilaskeresztes Pártnak és a párt színében a Heves vármegyei választókerületben, 1939-ben országgyűlési képviselővé választották.
A második világháború után külföldre távozott, és a Nemzetőr című, emigráns újságba írt publikációkat. 1970-ben könyve jelent meg Münchenben, "Der Mensch in der modernem Malerei" címmel. 1987-ben a brazíliai São Paulóban hunyt el.